# R Кормы
R Кормы (лат. R Puppis) — переменная звезда в созвездии Кормы. Является редким жёлтым гипергигантом и объектом рассеянного скопления NGC 2439. Является стандартом спектрального класса G2 0-Ia.

## Переменность
R Кормы определена как переменная звезда в 1879 году, в описании указывалось, что переменность блеска превышает 1 звёздную величину Многочисленные наблюдения в течение последующих 100 лет не смогли подтвердить наличие переменности, пока в 1970-х годах не удалось пронаблюдать чёткие изменения блеска. Это было подтверждено последующими наблюдениями, причём полная видимая звёздная величина менялась всего на 0,2 звёздных величины.
Переменные звёзды, такие как R Кормы, описывают как псевдоцефеиды, поскольку они лежат над полосой нестабильности в области высокой светимости, а вариации блеска напоминают переменность цефеид, хотя и являются менее правильными. R Кормы формально относят к полуправильным переменным типа SRd, то есть они представляют собой гиганты или сверхгиганты спектральных классов F, G, или K.